# Чуйко, Алексей Алексеевич
Алексей Алексеевич Чуйко (28 августа 1930, Казьминское — 16 января 2006, Киев) — учёный в области химии, физики и технологии поверхности, академик НАН Украины (1988), академик академий технологических наук Украины и России, академик Международной академии технологических наук, заслуженный деятель науки и техники Украины, президент Украинского химического общества имени Д. Менделеева, председатель научного совета «Химия и технология модифицирования поверхности» НАН Украины, директор Института химии поверхности НАН Украины, доктор химических наук, профессор, лауреат Государственных премий СССР и Украины.

## Биография
Родился 28 августа 1930 года в селе Казьминское на Ставрополье. После окончания школы учился в железнодорожном училище, индустриальном и горно-металлургическом техникумах в городе Орджоникидзе Северо-Осетинской АССР. В 1950—1953 годах проходил службу в танковых войсках Советской Армии.
В 1953 году Алексей Чуйко стал студентом химического факультета Киевского государственного университета имени Т. Г. Шевченко. Его учителями были советские химики И. М. Францевич, Ю. К. Делимарский, А. И. Киприанов, А. К. Бабко, А. В. Думанский, А. Т. Пилипенко, Ф. С. Бабичев, В. Н. Еременко.
После окончания университета учился в аспирантуре Института физической химии имени Л. Писаржевского (ИФХ) АН УССР, где параллельно с фундаментальными исследованиями упорно работал над созданием новых органо-кремнеземных материалов.
В 1973 году организовывал в составе ИФХ АН УССР и возглавил первый на территории СССР отдел химии поверхности, где производились систематические исследования химических процессов на поверхности высокодисперсных неорганических оксидов. Под руководством А. Чуйко разработаны эффективные методы компьютерного моделирования поверхности твёрдого тела, квантово-химического анализа строения адсорбционных комплексов и поверхностных составов, изучение термодинамики элементарных актов межфазных взаимодействий. В 1986 году в Киеве был создан первый в Советском Союзе Институт химии поверхности АН УССР, директором которого стал А. А. Чуйко.
В последние годы жизни весь свой творческий потенциал и энергию Алексей Алексеевич направил на создание нового научного направления — медицинской химии нанодисперсных систем, что дало мощный импульс украинской фармакологии, способствовало созданию лекарственных препаратов направленного терапевтического действия.
А. А. Чуйко лично руководил работами по химической дезактивации территории Чернобыльской АЭС и прилегающих районов.
С 2001 года Алексей Алексеевич возглавлял Украинское химическое общество имени Д. И. Менделеева.
Жил в Киеве. Умер 16 января 2006 года. Похоронен на Байковом кладбище.

## Научная деятельность
Алексей Чуйко — основатель украинской школы химии, физики и создатель технологии поверхности высокодисперсных оксидов, известных далеко за пределами Украины. Его ученики работают во многих научных и образовательных центрах Украины и за её пределами. Среди них 30 докторов и свыше 100 кандидатов химических, физико-математических и технических наук. Он автор свыше 1000 научных трудов, в том числе семи монографий. Научные работы А. А. Чуйко получили широкое признание научной общественности, как в нашей стране, так и за её пределами.
А. А. Чуйко разработал и обосновал теоретические основы современной химии поверхности ультрадисперсных твёрдых тел, которые стали фундаментом для синтеза новых типов функциональных материалов. Он основал новое направление в фармакологии — создание новых высокоэффективных лекарственных препаратов пролонгированного и синергетического действия. Почти все его научные наработки завершались промышленным производством. Он был основателем и организатором нескольких опытно-экспериментальных заводов, находящихся в подчинении НАН Украины. Большое внимание учёный уделял подготовке и воспитанию молодых научных кадров. Лауреат Государственной премии УССР в области науки и техники, лауреат премии НАН Украины имени Л. Писаржевского.